# Strunjan
Strunjan (italsky Strugnano) je přímořská obec ležící ve Slovinsku mezi obcemi Izolou a Piranem. Nalézá se v příhraničním území, kde kromě Slovinců žijí též Italové; úředním jazykem je zde vedle slovinštiny také italština.

## Obecně
Jako turistické středisko je Strunjan v porovnání s nedalekou Portoroží méně rozvinut a jeho hotely jsou určeny především hostům, kteří vyhledávají klidnější odpočinek. Místní obyvatelé se zde živí zahradnictvím a sadařstvím, hodně se pěstují olivovníky a založeny jsou zde vinohrady. Území má velmi dlouhou tradici solinářství a rybolovu.
V obci stojí farní kostel Zjevení Matky Boží (slovinsky cerkev Svete Marije od Prikazanja) s někdejším benediktinským klášterem. Nad kostelem na severním pobřeží je umístěn mohutný kříž z roku 1600, odkud je výhled na celý Terstský záliv.
V místě jsou dvě základní školy, slovinská a italská.

## Geografie
Obec je rozložena u Strunjanského zálivu v údolí Strunjanského potoka, ale též na přilehlých návrších a pahorcích hory Ronek (116 m n. m.). Ta se na severu prudce spouští do moře vytvořeným klifem. Obec sestává z malých osad Karbonar, Marčane, Pretski Grič, Ronek a Sv. Duh.

## Ochrana přírody
Území je chráněno chráněnou krajinnou oblastí Strunjan (slovinsky Krajinski park Strunjan), která zahrnuje části:
- Přírodní rezervace Strunjan (slovinsky Naravni rezervat Strunjan) – s vysokými útesy na severním pobřeží Strunjanského poloostrova.
- Přírodní rezervace Strunjan-Stjuža (slovinsky Naravni rezervat Strunjan Stjuža) – při ústí Strunjanského potoka do Jaderského moře s jedinou mořskou lagunou ve Slovinsku.
- Přírodní památka Piniová alej (slovinsky Naravni spomenik Pinijev drevored) – dvouřadá piniová alej lemující příjezdovou silnici Koper – Sečovlje.

Na území obce se též nachází nejsevernější solná pánev na Jaderském moři Strunjanské soliny (slovinsky Strunjanske soline) ležící na konci Strunjanského zálivu.

## Pamětihodnost
550 metrů dlouhý tunel zvaný Valeta mezi Strunjanem a Portoroží je dnes určen pěším, běžcům a cyklistům v rámci zřízené trasy pro sportovní aktivity nazvané Parenzana – Cesta zdraví a přátelství. V minulosti byl tunel součástí úzkorozchodné železnice nazývané Parenzana nebo Parenzaner Bahn, která byla zbudována v letech 1900–1902. Trať dlouhá 123 km procházela Chorvatskem, Slovinskem a Itálií a spojovala Poreč s Terstem v letech 1902–1935, tedy v době, kdy tyto země byly součástí Rakousko-uherské monarchie.

## Fotogalerie

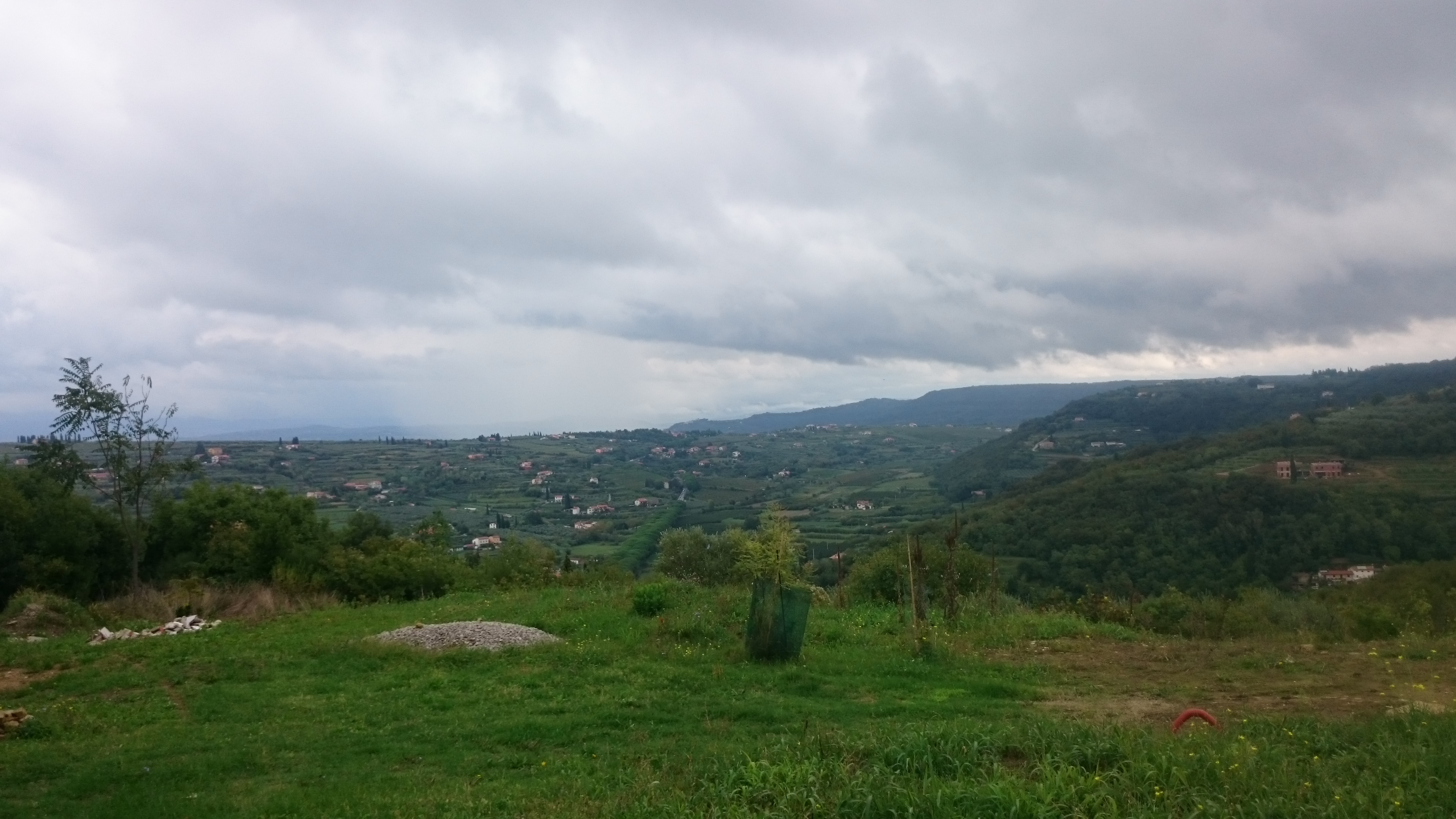
Část obce Strunjan rozptýlená po úbočích, září 2017
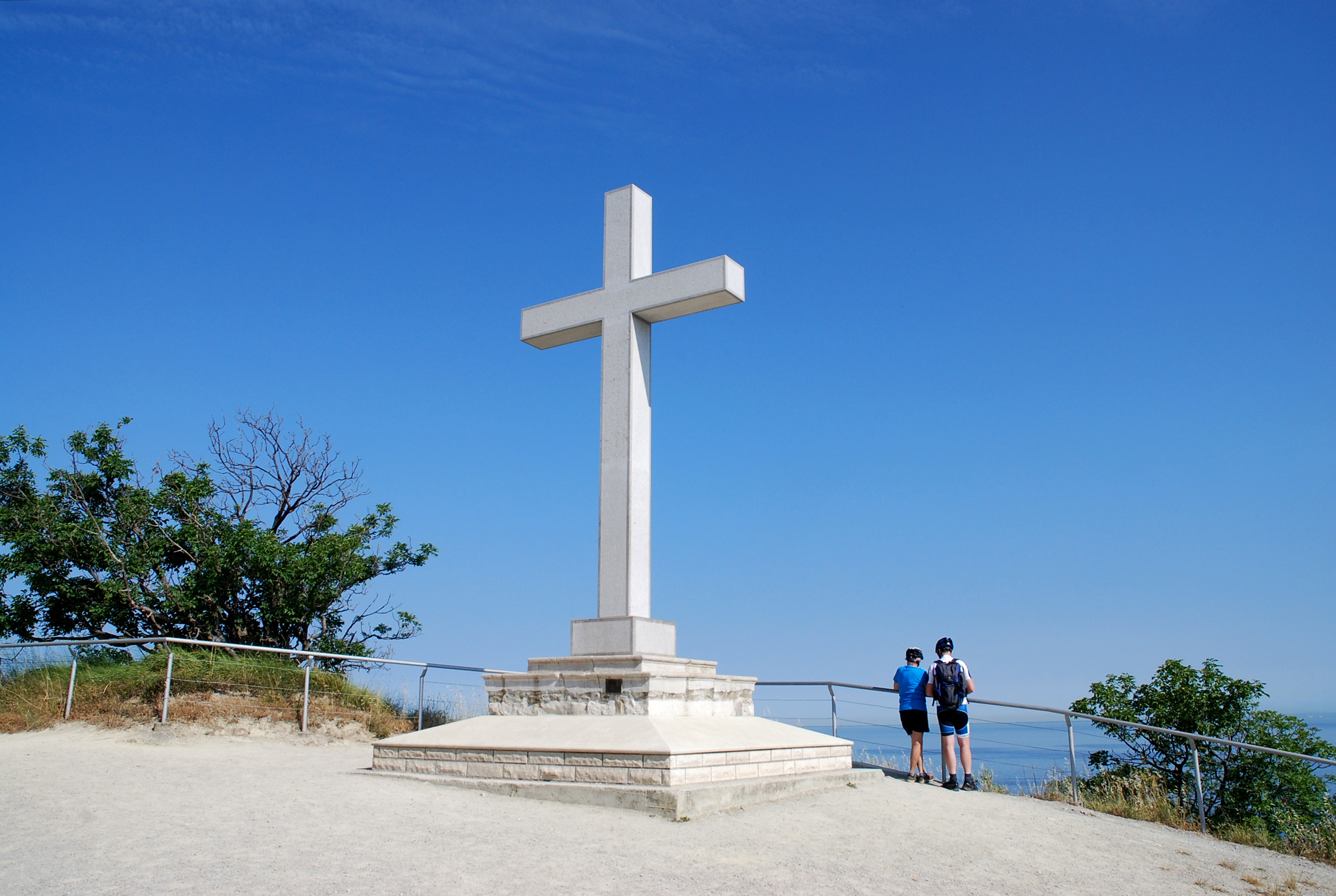
Strunjanský kříž, červen 2017
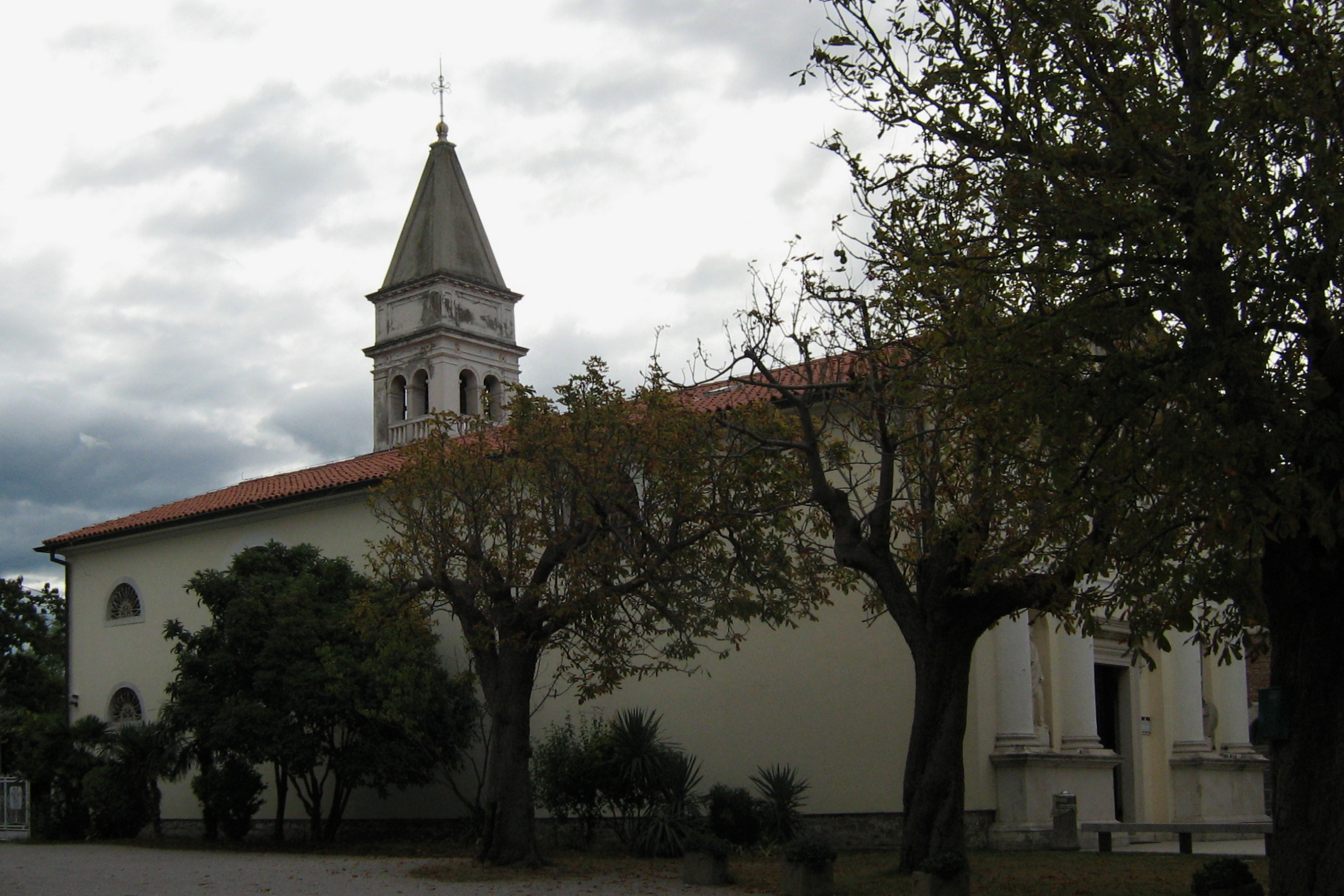
Kostel Zjevení Panny Marie, září 2016
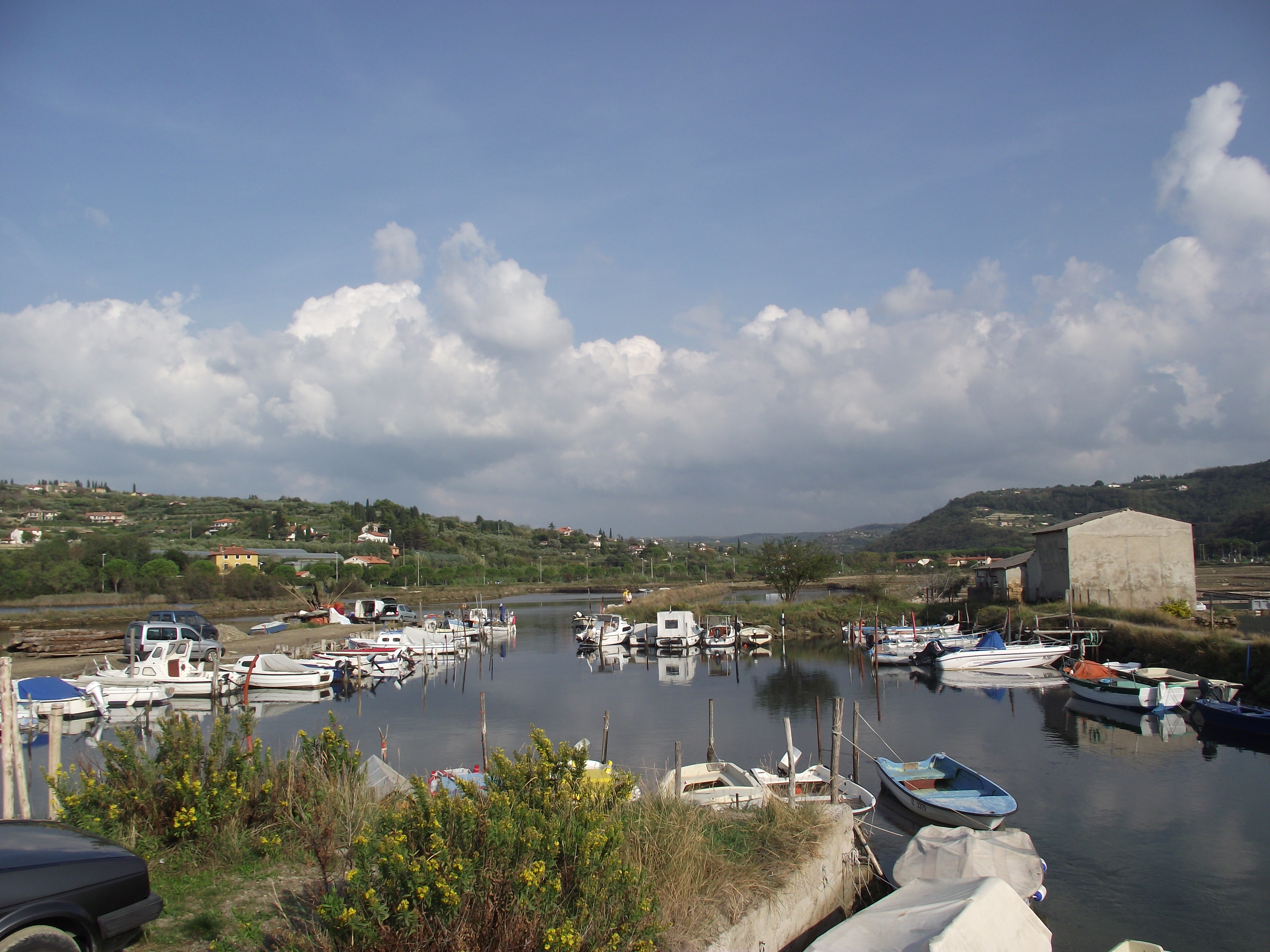
Strunjanský záliv, v pozadí část obce, říjen 2012
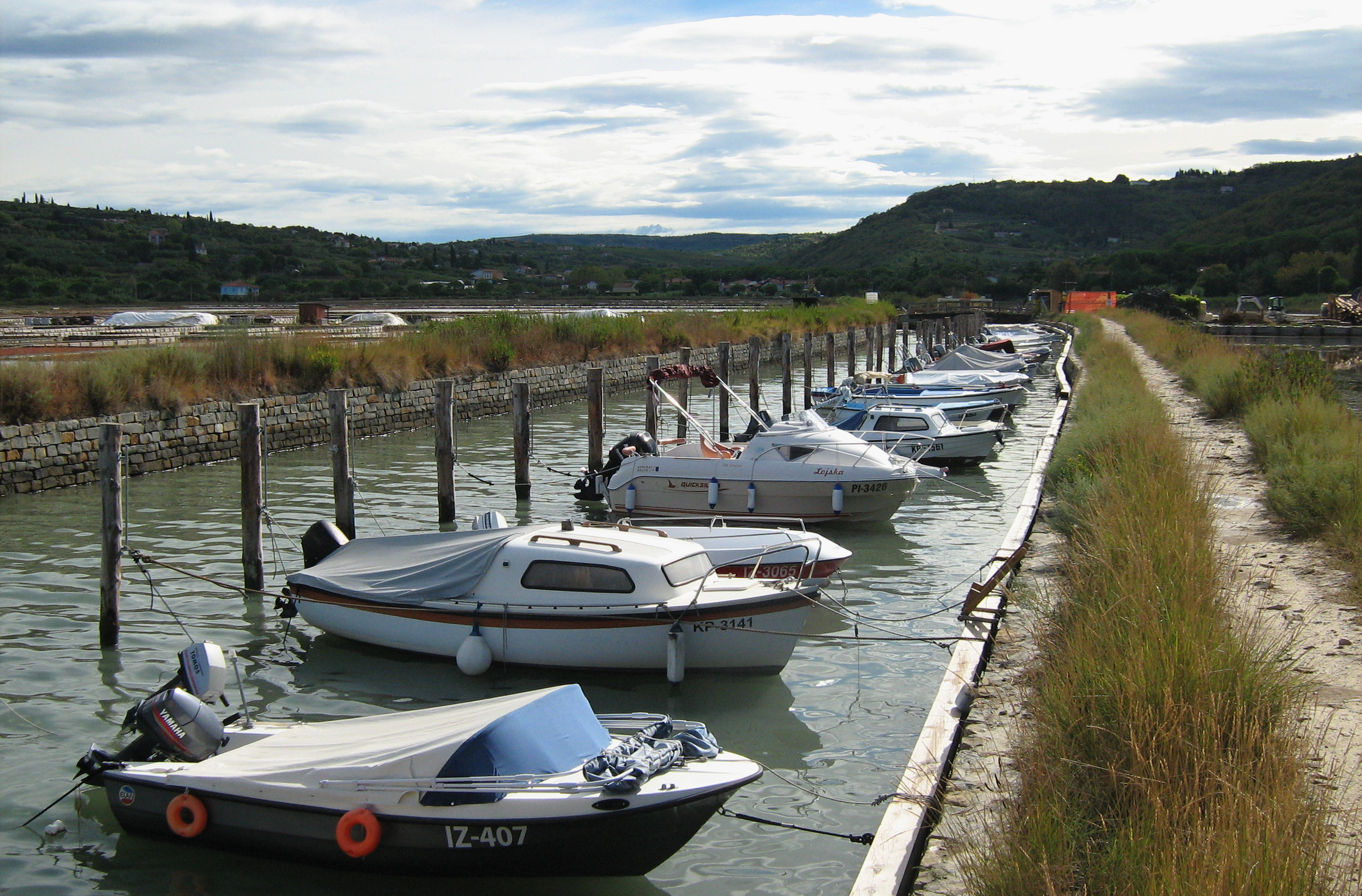
Část maríny v zálivu, září 2016
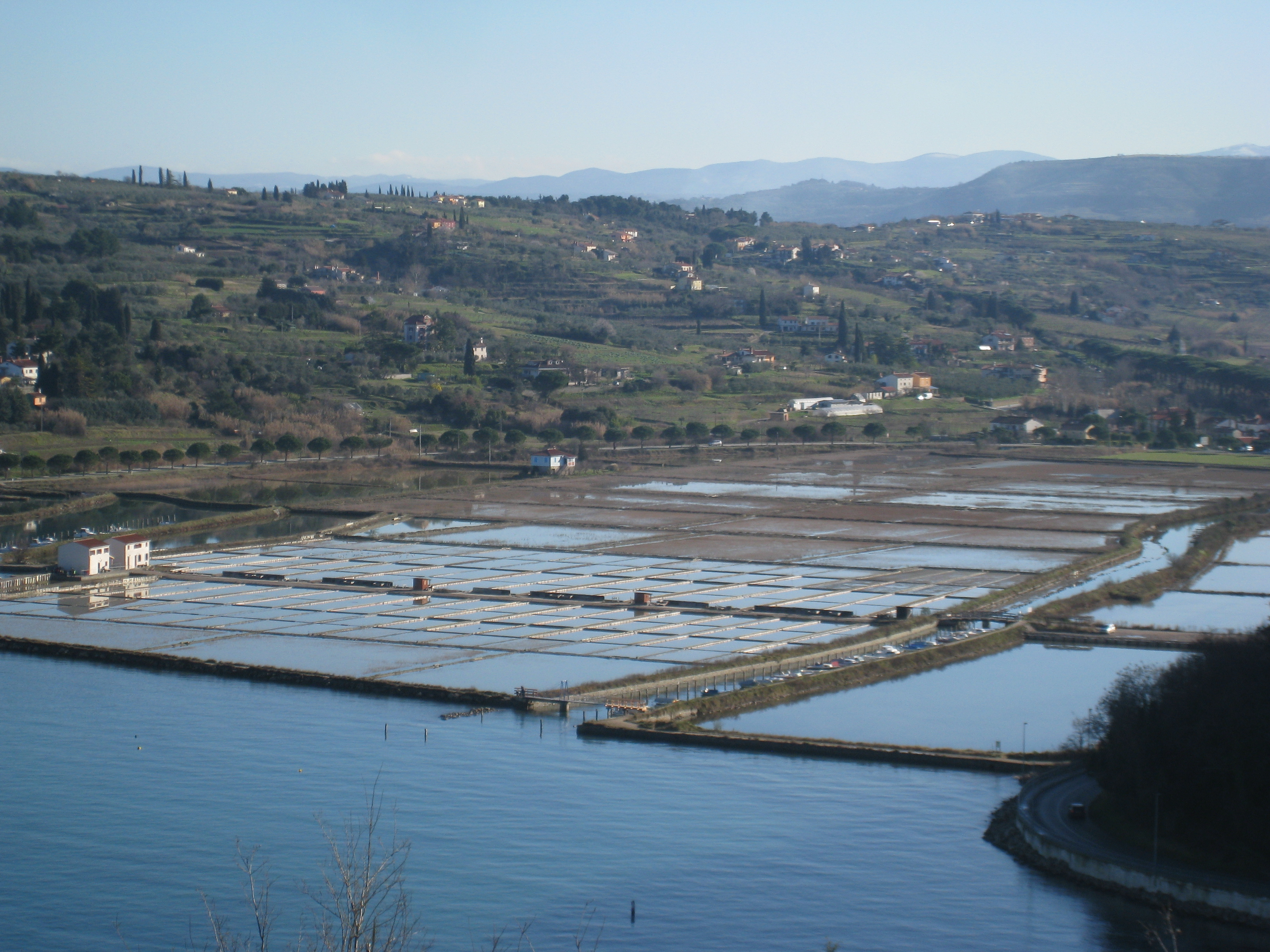
Strunjanské soliny, v pozadí část obce, únor 2016
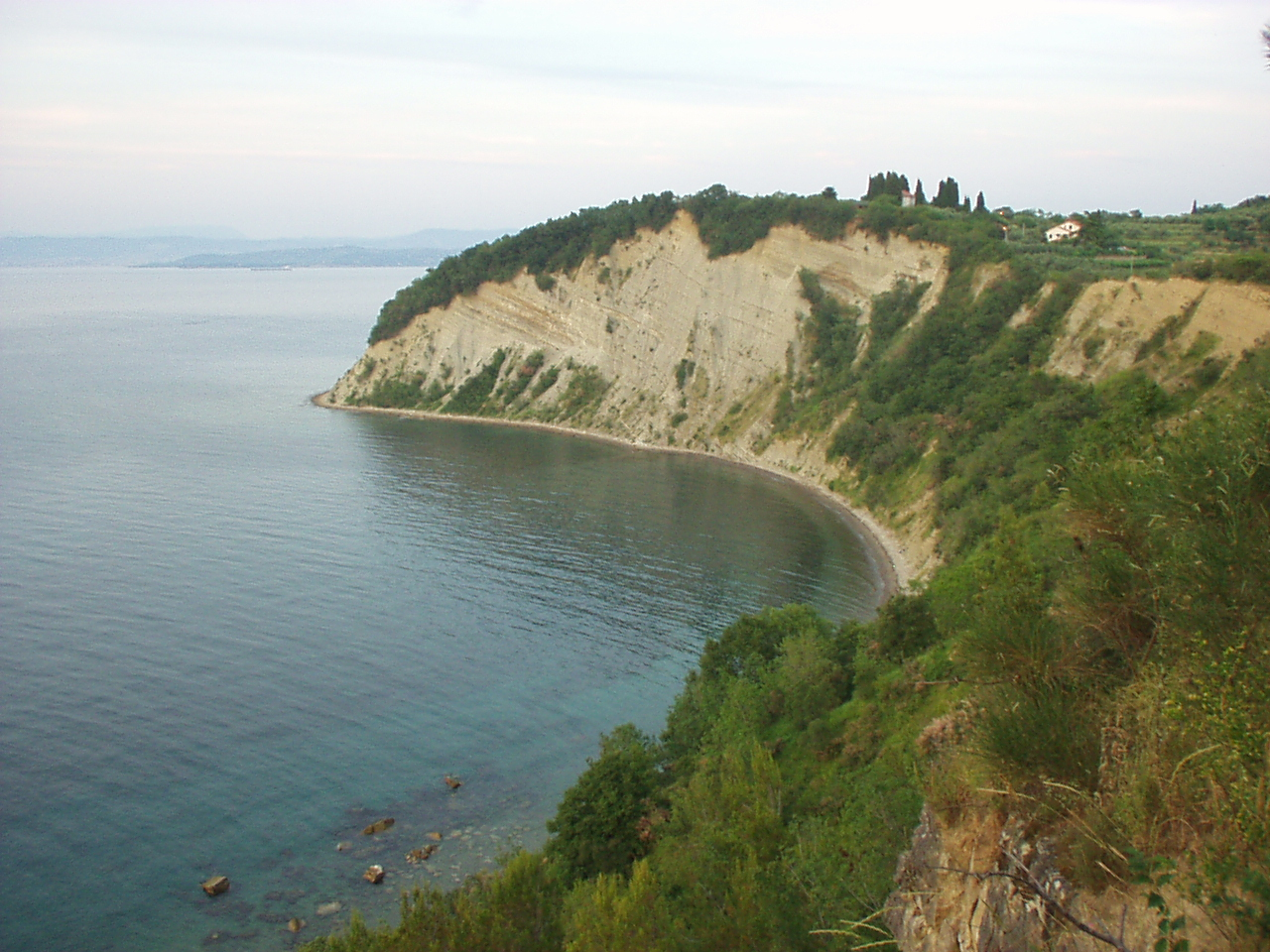
Měsíční záliv, srpen 2006
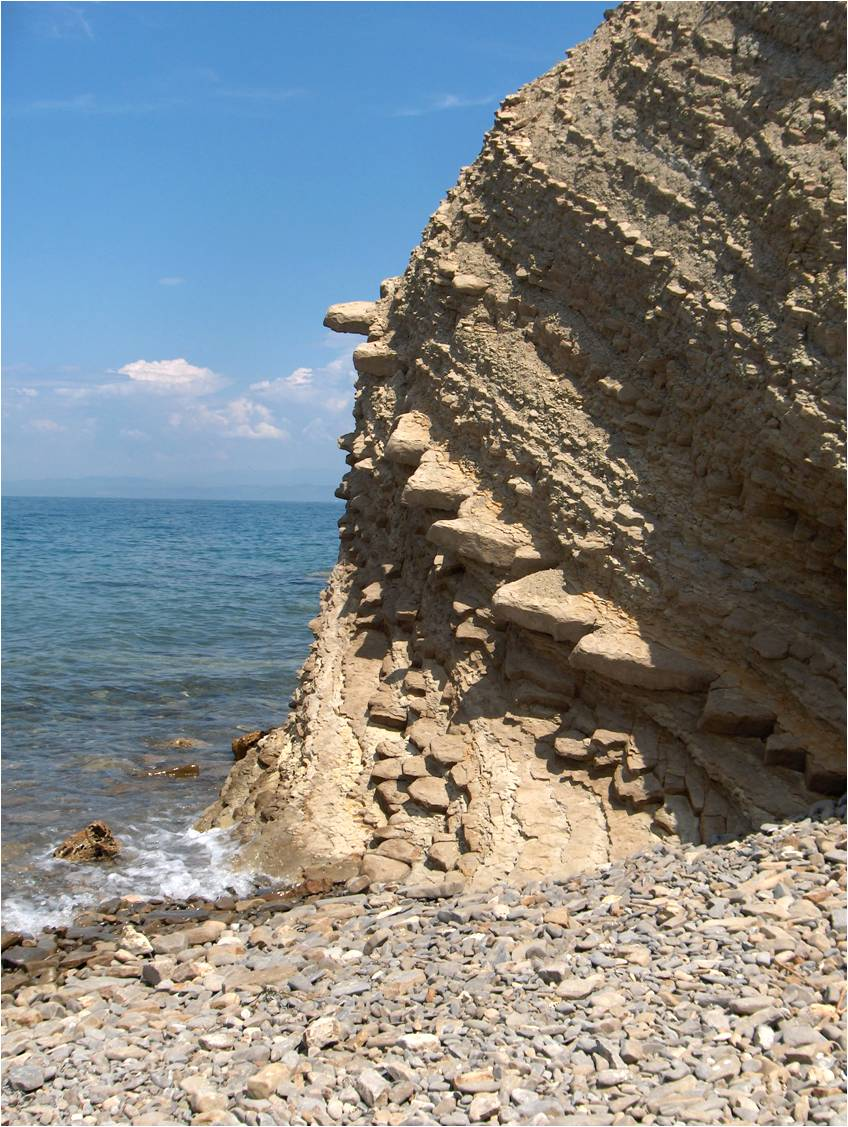
Detail pobřeží, květen 2014
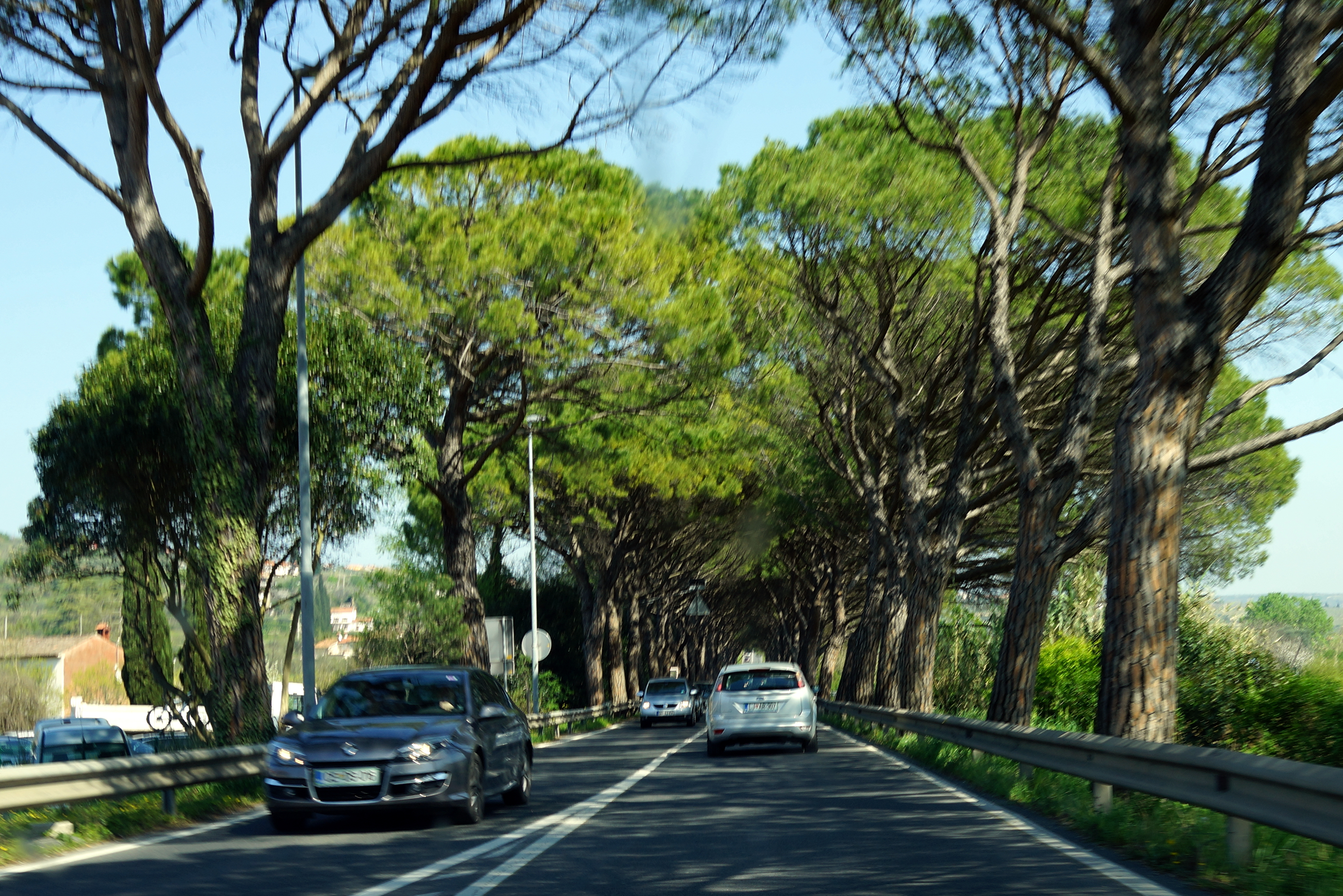
Přírodní památka Piniová alej, březen 2014
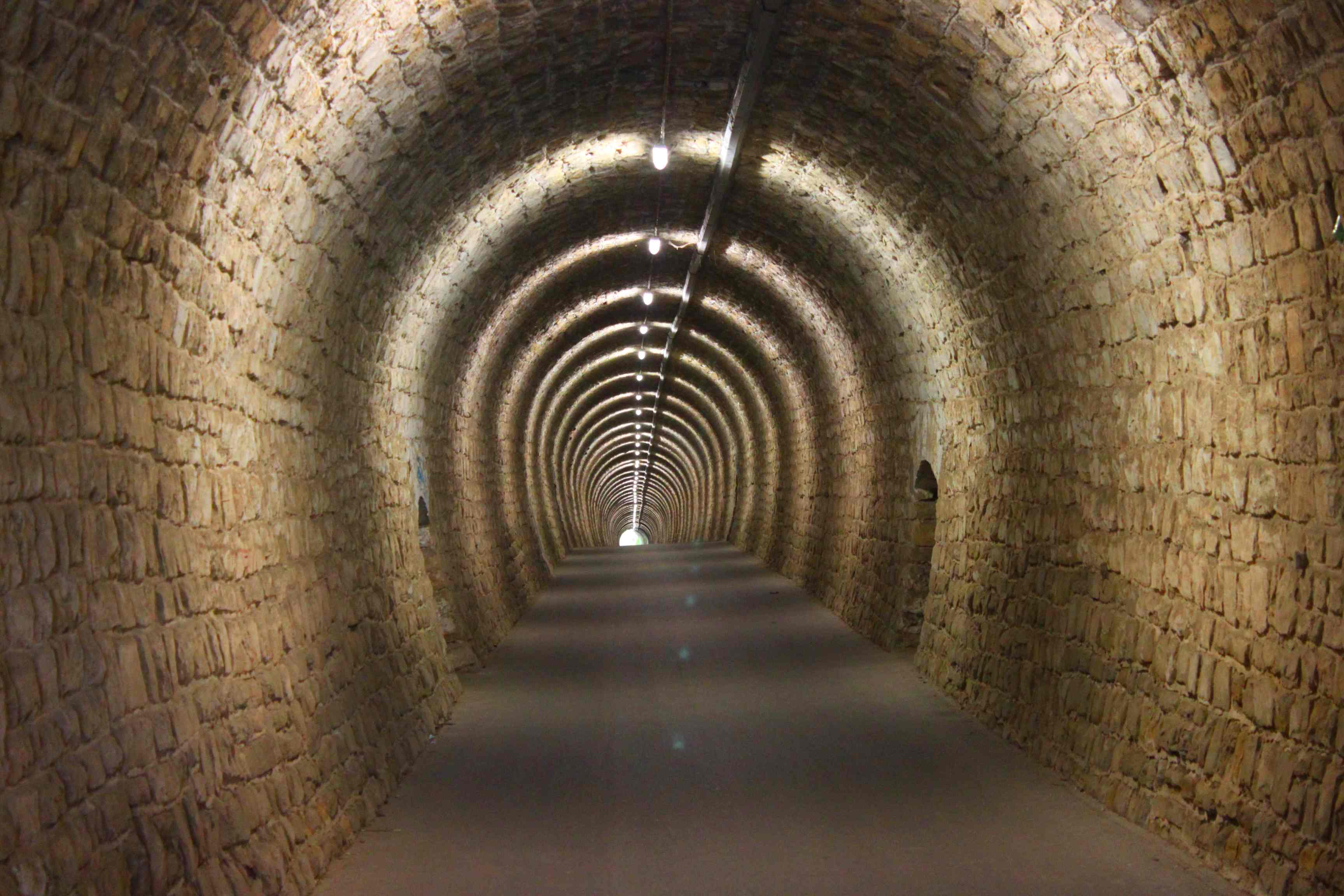
Tunel Valeta mezi obcemi Strunjan a Portorož, duben 2011